# La dalmatina
La dalmatina è una tragicommedia in cinque atti in versi martelliani di Carlo Goldoni del 1758, rappresentata per la prima volta nell'autunno di quell'anno nel Teatro San Luca di Venezia, dove ebbe una straordinaria accoglienza, anche da parte dei molti spettatori di origine dalmata presenti in teatro:
(Carlo Goldoni, Mémoires)
Ispiratosi a Le Amazzoni della drammaturga francese Anne-Marie du Boccage, l'autore combinò i costumi barbareschi allo splendore coreografico delle milizie dalmate, ponendo così quest'opera nel filone delle opere esotiche di maniera, tanto di moda in quel periodo. La tragicommedia ebbe grande successo anche per i sentimenti di amor patrio (la fedeltà, l'onore, il valore militare dei soldati di San Marco) che in essa erano espressi e rimase per qualche decennio tra i testi goldoniani più conosciuti, per sprofondare poi in un significativo oblio.

## Trama
Un'avvenente, coraggiosa donna dalmata è fatta schiava dai corsari. Contesa da più amanti, alla fine si riscatterà eroicamente. 

## Poetica
Il commediografo veneziano volle rendere onore alla Dalmazia, avamposto per la difesa dai Turchi e in cui la Repubblica di Venezia arruolava validi uomini per le sue truppe.
Secondo Giuseppe Ortolani, nel personaggio di Zandira, una piccola donna forte e orgogliosa, vive un riflesso della più celebre Mirandolina.